# Diol

Structuurformule van 1,3-propaandiol.

Een diol of glycol is een organische verbinding die twee hydroxylgroepen bevat. Het is dus een tweewaardig alcohol. Er wordt onderscheid gemaakt tussen vicinale en geminale diolen:
- Vicinale diolen bezitten twee hydroxylgroepen op twee naast elkaar liggende atomen. Voorbeelden van vicinale diolen zijn ethaan-1,2-diol en propyleenglycol. Deze worden veel toegepast in onder andere antivries.
- Geminale diolen bezitten de hydroxylgroepen op hetzelfde atoom en worden ook wel hydraten genoemd. Deze verbindingen zijn echter niet stabiel onder normale omstandigheden. Zij splitsen vlot water af, onder de vorming van een carbonylverbinding.

Voorbeelden van diolen zijn catechol (een aromatisch diol), 2,2-dimethyl-1,3-propaandiol, 1,2-butaandiol en 2,2,4,4-tetramethyl-1,3-cyclobutaandiol.